# Geologia del Niger

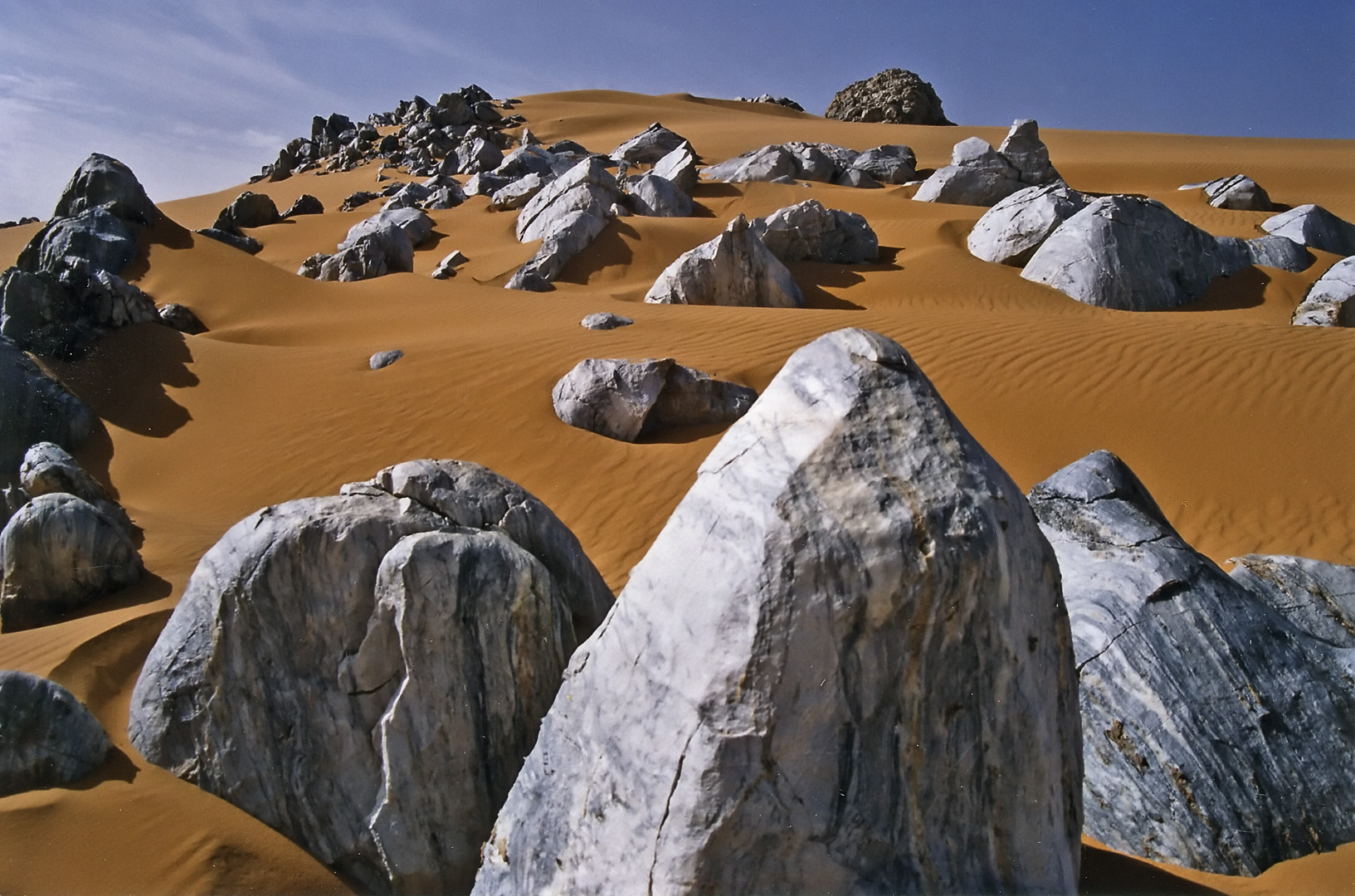
Monti Blu nel massiccio dell'Aïr

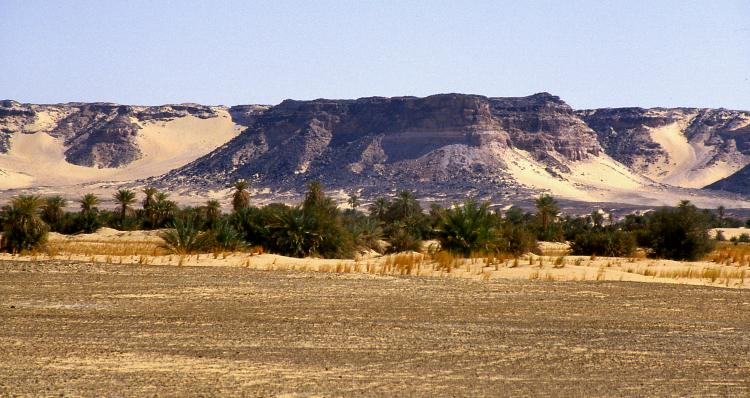
Valle del Kaouar presso Bilma

Il Niger è ricoperto in gran parte da due bacini sedimentari formatisi nel Paleozoico e nel Quaternario: a ovest il Bacino degli Iullemmeden, a est il Bacino del Niger Orientale (corrispondente al bacino del lago mega-Ciad). Le formazioni del basamento precambriano intruso da rocce eruttive più recenti affiorano solo  a nord nel massiccio dell'Aïr, a sud-ovest nel Liptako (a ovest del fiume Niger) ed infine a sud nel Maradi meridionale e nel Damagaram-Mounio (regione di Zinder e Gouré).
- Il Bacino degli Iullemmeden, la cui storia geologica è segnata da periodi di trasgressione marina e continentale episodi comprende:
  - le formazioni paleozoiche: composte principalmente da areniti e peliti in facies marine, fluviali e deltizie;
  - le formazioni del "Continentale Intermedio": sono areniti e areniti pelitiche  fluviali e lacustri del Permiano, areniti del Triassico-Giurassico e peliti  del Cretaceo inferiore, che nel complesso testimoniano una fase di regressione marina;
  - le formazioni del Cretaceo superiore-Eocene: sono peliti, marne e argille calcaree fossilifere che documentatano la nuova fase di trasgressione marina;
  - le formazioni del "Continentale Finale": sono areniti pelitiche da fini a grossolane con intercalati livelli oolitici ferruginosi,  che indicano la fase regressiva del Pliocene;
  - le formazioni del Quaternario: depositi alluvionali nelle valli fossili.
- Il bacino del Niger Orientale comprende diversi sottobacini (Termit, Ciad, Bilma, Djado-Mangen) costituiti da arenarie e sabbie da fini a grossolane datati dal Paleozoico al Quaternario. Le formazioni del basamento di Liptako sono composte principalmente da serie vulcano-sedimentaria ripiegate, metamorfosate e intruse da graniti e depositi di molassa dell'orogenesi Birrimiana. Le formazioni metamorfiche del basamento del massiccio dell'Air, di Damagaram-Mounio, e del Maradi meridionale, sono intruse da graniti dellas fase Suggariana.